# Takashi Yokoyama
Takashi Yokoyama (横山隆志?, Yokoyama Takashi; Kōchi, 24 dicembre 1913 – Kōchi, 14 aprile 1945) è stato un nuotatore giapponese.
Specializzato nello stile libero ha vinto la medaglia d'oro nella staffetta 4x200 m sl ai Giochi olimpici di Los Angeles 1932.
È stato primatista mondiale della staffetta 4x200 m sl.

## Palmarès
- Olimpiadi
  - Los Angeles 1932: oro nella staffetta 4x200 m sl.